# Tartu vald
Tartu vald is een gemeente in het noorden van de Estische provincie Tartumaa. De landgemeente telde 12.941 inwoners op 1 januari 2024 en is daarmee de grootste landgemeente van de provincie. Ze ligt ten noorden van de stad Tartu, die een aparte stadsgemeente vormt.
In 2017 zijn de gemeenten Laeva, Piirissaare en Tabivere bij Tartu vald gevoegd. Tabivere verhuisde daarbij van de provincie Jõgevamaa naar de provincie Tartumaa.
In de gemeente ligt een deel van het natuurreservaat Alam-Pedja, het grootste van Estland. Het meer Saadjärv ligt op het grondgebied van de gemeente. Het eiland Piirissaar in het Peipusmeer is een exclave van de gemeente, die verder niet aan het meer grenst.
De spoorlijn Tapa - Tartu loopt door de gemeente. Tabivere en Kärkna hebben een station aan deze lijn.

## Plaatsen
Tot Tartu vald behoren:
- zes grotere nederzettingen met de status van alevik (vlek): Äksi, Kõrveküla (de hoofdplaats), Lähte, Tabivere, Vahi alevik en Vasula;
- 71 dorpen (Estisch: külad): Aovere, Arupää, Elistvere, Erala, Haava, Igavere, Jõusa, Juula, Kaiavere, Kaitsemõisa, Kämara, Kärevere, Kärkna, Kärksi, Kassema, Kastli, Kikivere, Kobratu, Kõduküla, Kõnnujõe, Koogi, Kõrenduse, Kükitaja, Kukulinna, Laeva, Lammiku, Lilu, Lombi, Maarja-Magdaleena, Maramaa, Metsanuka, Möllatsi, Nigula, Nõela, Otslava, Õvanurme, Õvi, Pataste, Piiri, Puhtaleiva, Pupastvere, Raigastvere, Reinu, Saadjärve, Saare, Salu, Sepa, Siniküla, Soeküla, Soitsjärve, Sojamaa, Sootaga, Sortsi, Taabri, Tammistu, Tila, Toolamaa, Tooni, Tormi, Uhmardu, Väägvere, Väänikvere, Vahi küla, Valgma, Valmaotsa, Vedu, Vesneri, Viidike, Vilussaare, Võibla en Voldi.

Stadsgemeente: Tartu

Landgemeenten: Elva · Kambja · Kastre · Luunja · Nõo · Peipsiääre · Tartu vald